# Lakshit Sood
Lakshit Sood (nacido el 20 de febrero de 1991) es un tenista profesional de la India, nacido en la ciudad de Ludhiāna. hermano del también tenista Chandril Sood

## Carrera
Su mejor ranking individual es el N.º 1075 alcanzado el 20 de julio de 2015, mientras que en dobles logró la posición 523 el 15 de febrero de 2016.
No ha logrado hasta el momento títulos de la categoría ATP ni de la ATP Challenger Tour.